# موسى ماريغا
موسى ماريغا (بالفرنسية: Moussa Marega)‏ (14 أبريل 1991 فرنسا) هو لاعب كرة قدم مالي، يلعب كمهاجم، مع نادي الدرعية السعودي. شارك مع منتخب مالي لكرة القدم في كأس الأمم الإفريقية عامي 2017 و2019.

## روابط خارجية
- موسى ماريغا على موقع الاتحاد الأوربي (الإنجليزية)
- موسى ماريغا على موقع قاعدة بيانات كرة القدم.إي يو (الإنجليزية)
- موسى ماريغا على موقع ليكيب (الفرنسية)
- موسى ماريغا على موقع ناشيونال فوتبول تيمز (الإنجليزية)
- موسى ماريغا على موقع Soccerway.com (الإنجليزية)
- موسى ماريغا على موقع عالم كرة القدم.نت (الإنجليزية)
- موسى ماريغا على موقع AS.com (الإسبانية)